# ايمانويل مورين
ايمانويل مورين (بالفرنسية: Emmanuel Morin)‏ هو دراج فرنسي، ولد في 13 مارس 1995.

## وصلات خارجية
- ايمانويل مورين على موقع الاتحاد الدولي للدراجات (الإنجليزية)
- ايمانويل مورين على موقع أرشيف الدراجات (الإنجليزية)
- ايمانويل مورين على موقع إحصائيات الدراجات الإحترافية (الإنجليزية)
- ايمانويل مورين على موقع نسبة الدراجات (الإنجليزية)